# Clausthalita
La clausthalita és un mineral que pertany al grup de la galena, de la classe dels sulfurs. Rep el seu nom del jaciment de Lorenz, a prop de Clausthal (Alemanya), on va ser descobert l'any 1832.

## Característiques
La clausthalita és un compost principalment de plom, químicament un selenur. Forma una sèrie de solució sòlida amb la galena (PbS), per substitució gradual d'àtoms de sofre per seleni en l'estructura cristal·lina. Són freqüents les impureses que li donen diferents tonalitats com són: mercuri, cobalt i coure. Pot ser extreta com a mena del plom.
Segons la classificació de Nickel-Strunz, la clausthalita pertany a «02.CD - Sulfurs metàl·lics, M:S = 1:1 (i similars), amb Sn, Pb, Hg, etc.» juntament amb els següents minerals: herzenbergita, teal·lita, alabandita, altaïta, galena, niningerita, oldhamita, keilita, cinabri i hipercinabri.

## Formació i jaciments
Es pot trobar aquest mineral en jaciments de minerals de seleni sotmesos a processos hidrotermals amb escàs sulfur, trobant-se al costat d'altres minerals selenurs. D'altres minerals amb els quals comunament apareix associada són: tiemannita, klockmannita, berzelianita, umangita, or, estibiopaladinita o uraninita. Als territoris de parla catalana ha estat descrita a la mina Eureka (La Torre de Cabdella, Pallars Jussà) i a Vimbodí i Poblet (Conca de Barberà).